# Vladimir Odnostalco
Vladimir Odnostalco (n. 31 octombrie 1984) este un om politic din Republica Moldova, care din decembrie 2014 este deputat în Parlamentul Republicii Moldova – legislaturile 2014-2018, 2019-2021 și 2021-2025. În prezent este membru al fracțiunii Blocului Comuniștilor și Socialiștilor (BCS).
La alegerile parlamentare din 30 noiembrie 2014 din Republica Moldova a candidat la funcția de deputat de pe locul 22 în lista candidaților PSRM.

## Biografie
Vladimir Odnostalco este de profesie psiholog. O perioadă, a lucrat în Fundația de binefacere „Soluția” a politicianului Igor Dodon.

### Activitate politică
Odnostalco a acces în Parlament în urma alegerilor parlamentare din 2014, când a candidat pe lista PSRM cu numărul 22.
A candidat cu numărul 16 pe lista PSRM la alegerile parlamentare din 2019 și cu numărul 22 la alegerile parlamentare din 2021 pe lista Blocului Comuniștilor și Socialiștilor (BCS), din partea PSRM. Și-a păstrat fotoliul de deputat în ambele cazuri.